# Бодзехув
Бодзехув (пол. Bodzechów) — село в Польщі, у гміні Бодзехув Островецького повіту Свентокшиського воєводства.
Населення — 1659 осіб (2011).
У 1975-1998 роках село належало до Келецького воєводства.

## Демографія
Демографічна структура на день 31 березня 2011 року:
|          | Загалом | Допрацездатний вік | Працездатний вік | Постпрацездатний вік |
| -------- | ------- | ------------------ | ---------------- | -------------------- |
| Чоловіки | 792     | 152                | 539              | 101                  |
| Жінки    | 867     | 133                | 474              | 260                  |
| Разом    | 1659    | 285                | 1013             | 361                  |